# Speyeria carolae
Speyeria carolae är en fjärilsart som beskrevs av Dos Passos och William Grey 1942. Speyeria carolae ingår i släktet Speyeria och familjen praktfjärilar. Inga underarter finns listade i Catalogue of Life.